# Saint-Romain-sur-Gironde
Saint-Romain-sur-Gironde – miejscowość i dawna gmina we Francji, w regionie Nowa Akwitania, w departamencie Charente-Maritime. W 2013 roku populacja ówczesnej gminy wynosiła 61 mieszkańców. 
Dnia 1 stycznia 2018 roku połączono dwie wcześniejsze gminy: Floirac oraz Saint-Romain-sur-Gironde. Siedzibą gminy została miejscowość Floirac, a nowa gmina przyjęła jej nazwę.